# Herrarnas svikthopp i simhopp vid olympiska sommarspelen 2016
Herrarnas svikthopp i simhopp vid olympiska sommarspelen 2016 i Rio de Janeiro ägde rum 15 och 16 augusti i Maria Lenk Aquatics Center.

## Medaljörer
| Event         | Guld          | Silver                      | Brons                     |
| 3 meter svikt | Cao Yuan Kina | Jack Laugher Storbritannien | Patrick Hausding Tyskland |

## Resultat
Finalisterna har grön färg.
| Placering | Simhoppare               | Kval   | Kval      | Semifinal        | Semifinal        | Final            | Final            | Final            | Final            | Final            | Final            | Final            |
| Placering | Simhoppare               | Poäng  | Placering | Poäng            | Placering        | Hopp 1           | Hopp 2           | Hopp 3           | Hopp 4           | Hopp 5           | Hopp 6           | Poäng            |
| --------- | ------------------------ | ------ | --------- | ---------------- | ---------------- | ---------------- | ---------------- | ---------------- | ---------------- | ---------------- | ---------------- | ---------------- |
| 1         | Cao Yuan (CHN)           | 498,70 | 1         | 489,10           | 1                | 85,00            | 94,50            | 94,50            | 90,00            | 86,70            | 96,90            | 547,60           |
| 2         | Jack Laugher (GBR)       | 439,95 | 7         | 389,40           | 12               | 81,60            | 91,00            | 90,10            | 76,05            | 96,90            | 88,20            | 523,85           |
| 3         | Patrick Hausding (GER)   | 440,00 | 6         | 413,50           | 10               | 63,00            | 89,25            | 79,55            | 83,30            | 98,80            | 85,00            | 498,90           |
| 4         | Evgenj Kuznetsov (RUS)   | 449,90 | 4         | 468,35           | 3                | 81,60            | 76,50            | 68,25            | 90,00            | 70,00            | 95,00            | 481,35           |
| 5         | Kristian Ipsen (USA)     | 461,35 | 3         | 437,70           | 7                | 72,00            | 75,00            | 72,85            | 89,25            | 77,00            | 89,70            | 475,80           |
| 6         | Illja Kvasja (UKR)       | 398,20 | 15        | 430,05           | 8                | 74,10            | 79,05            | 82,25            | 93,10            | 66,00            | 83,30            | 475,10           |
| 7         | Rommel Pacheco (MEX)     | 488,25 | 2         | 469,70           | 2                | 45,90            | 58,50            | 86,70            | 79,20            | 84,00            | 96,90            | 451,20           |
| 8         | Oliver Dingley (IRL)     | 399,80 | 13        | 414,25           | 9                | 74,40            | 81,60            | 76,50            | 69,00            | 61,50            | 79,90            | 442,90           |
| 9         | Cesar Castro (BRA)       | 398,85 | 14        | 442,45           | 6                | 72,00            | 77,50            | 76,50            | 70,50            | 63,00            | 76,50            | 436,00           |
| 10        | Michael Hixon (USA)      | 421,60 | 10        | 467,25           | 4                | 60,00            | 81,60            | 85,75            | 77,00            | 62,70            | 64,60            | 431,65           |
| 11        | Philippe Gagne (CAN)     | 400,75 | 12        | 445,40           | 5                | 72,00            | 63,55            | 73,10            | 71,40            | 64,75            | 80,50            | 425,30           |
| 12        | Sebastián Morales (COL)  | 447,05 | 5         | 406,55           | 11               | 65,10            | 76,50            | 42,00            | 34,20            | 70,20            | 76,50            | 364,50           |
| 13        | Michele Benedetti (ITA)  | 390,85 | 17        | 387,30           | 13               | Gick inte vidare | Gick inte vidare | Gick inte vidare | Gick inte vidare | Gick inte vidare | Gick inte vidare | Gick inte vidare |
| 14        | Yona Knight-Wisdom (JAM) | 416,55 | 11        | 381,40           | 14               | Gick inte vidare | Gick inte vidare | Gick inte vidare | Gick inte vidare | Gick inte vidare | Gick inte vidare | Gick inte vidare |
| 15        | Grant Nel (AUS)          | 395,05 | 16        | 368,35           | 15               | Gick inte vidare | Gick inte vidare | Gick inte vidare | Gick inte vidare | Gick inte vidare | Gick inte vidare | Gick inte vidare |
| 16        | Rodrigo Diego (MEX)      | 430,70 | 8         | 356,05           | 16               | Gick inte vidare | Gick inte vidare | Gick inte vidare | Gick inte vidare | Gick inte vidare | Gick inte vidare | Gick inte vidare |
| 17        | Stephan Feck (GER)       | 423,50 | 9         | 354,20           | 17               | Gick inte vidare | Gick inte vidare | Gick inte vidare | Gick inte vidare | Gick inte vidare | Gick inte vidare | Gick inte vidare |
| 18        | Ilja Zacharov (RUS)      | 389,90 | 18        | 345,60           | 18               | Gick inte vidare | Gick inte vidare | Gick inte vidare | Gick inte vidare | Gick inte vidare | Gick inte vidare | Gick inte vidare |
| 19        | Freddie Woodward (GBR)   | 388,15 | 19        | Gick inte vidare | Gick inte vidare | Gick inte vidare | Gick inte vidare | Gick inte vidare | Gick inte vidare | Gick inte vidare | Gick inte vidare | Gick inte vidare |
| 20        | Ken Terauchi (JPN)       | 380,85 | 20        | Gick inte vidare | Gick inte vidare | Gick inte vidare | Gick inte vidare | Gick inte vidare | Gick inte vidare | Gick inte vidare | Gick inte vidare | Gick inte vidare |
| 21        | He Chao (CHN)            | 380,35 | 21        | Gick inte vidare | Gick inte vidare | Gick inte vidare | Gick inte vidare | Gick inte vidare | Gick inte vidare | Gick inte vidare | Gick inte vidare | Gick inte vidare |
| 22        | Sho Sakai (JPN)          | 373,70 | 22        | Gick inte vidare | Gick inte vidare | Gick inte vidare | Gick inte vidare | Gick inte vidare | Gick inte vidare | Gick inte vidare | Gick inte vidare | Gick inte vidare |
| 23        | Matthieu Rosset (FRA)    | 373,40 | 23        | Gick inte vidare | Gick inte vidare | Gick inte vidare | Gick inte vidare | Gick inte vidare | Gick inte vidare | Gick inte vidare | Gick inte vidare | Gick inte vidare |
| 24        | Woo Ha-ram (KOR)         | 364,10 | 24        | Gick inte vidare | Gick inte vidare | Gick inte vidare | Gick inte vidare | Gick inte vidare | Gick inte vidare | Gick inte vidare | Gick inte vidare | Gick inte vidare |
| 25        | Youssef Ezzat (EGY)      | 360,95 | 25        | Gick inte vidare | Gick inte vidare | Gick inte vidare | Gick inte vidare | Gick inte vidare | Gick inte vidare | Gick inte vidare | Gick inte vidare | Gick inte vidare |
| 26        | Kevin Chávez (AUS)       | 356,55 | 26        | Gick inte vidare | Gick inte vidare | Gick inte vidare | Gick inte vidare | Gick inte vidare | Gick inte vidare | Gick inte vidare | Gick inte vidare | Gick inte vidare |
| 27        | Constantin Blaha (AUT)   | 351,95 | 27        | Gick inte vidare | Gick inte vidare | Gick inte vidare | Gick inte vidare | Gick inte vidare | Gick inte vidare | Gick inte vidare | Gick inte vidare | Gick inte vidare |
| 28        | Andrea Chiarabini (ITA)  | 350,40 | 28        | Gick inte vidare | Gick inte vidare | Gick inte vidare | Gick inte vidare | Gick inte vidare | Gick inte vidare | Gick inte vidare | Gick inte vidare | Gick inte vidare |
| 29        | Ahmad Amsyar Azman (MAS) | 341,70 | 29        | Gick inte vidare | Gick inte vidare | Gick inte vidare | Gick inte vidare | Gick inte vidare | Gick inte vidare | Gick inte vidare | Gick inte vidare | Gick inte vidare |